# Дюзлер
Дюзле́р (ранее 4-й участок совхоза им. К.Маркса) — село в Дербентском районе Республики Дагестан. Входит в состав сельского поселения «Хазарский сельсовет».

## География
Населённый пункт расположен в Приморской низменности, близ Самур-Дербентского канала, на границе с Табасаранским районом. Находится в 15 км к юго-западу от города Дербент.

## История
Населённый пункт возник как 4-й участок совхоза имени Карла Маркса. В 1930-е носил также название Сталинчилер (Сталинцы). Официально зарегистрирован постановлением ПВС ДАССР от 31 мая 1972 года.

## Население
| 1939 | 1989 | 2002 | 2010 | 2021 |
| ---- | ---- | ---- | ---- | ---- |
| 87   | ↗414 | ↗479 | ↗561 | ↗756 |

Национальный состав
По результатам Всероссийской переписи населения 2021 года:
| Народ         | Численность, чел. | Доля от всего населения, % |
| ------------- | ----------------- | -------------------------- |
| табасараны    | 649               | 85,85 %                    |
| лезгины       | 43                | 5,69 %                     |
| азербайджанцы | 23                | 3,04 %                     |
| даргинцы      | 22                | 2,91 %                     |
| агулы         | 11                | 1,46 %                     |
| другие        | 8                 | 1,05 %                     |
| всего         | 756               | 100 %                      |